# Pinus wangii
 Pinus wangii  (кит. 毛 枝 五 针 松) — вид дерев роду сосна родини соснових.

## Поширення
Країни зростання:
Китай (Юньнань), імовірно, південний В'єтнам.